# Está en tus manos
Está en tus manos fue un  programa de televisión de entretenimientos argentino, que se estrenó el 15 de marzo de 2021, y finalizó el 27 de mayo de 2022, por El Nueve, y era conducido por Edith Hermida.

## Formato
Los participantes de «Está en tus manos» van a jugar con elementos sencillos que están en el hogar, como herramientas, tornillos, macetas, estantes, grifería, ventiladores, cortinas de baño, cables, enchufes, cajones, tapas, tapitas y azulejos. Cualquiera, con un poco de habilidad, ingenio y astucia se puede llevar un premio de 100.000 pesos, prometen desde la producción.

## Equipo

### Conducción
- Edith Hermida

### Coconducción
- Tucu López (2021)

### Staff
- Turco García
- Bernardita Siutti, alias «Mami Albañil» (2021)
- Mica Viciconte (2021)
- Vicky la Chica de Fuego (2021)

### Locutora
- Carla "Calu" Bonfante (2022)